# Sīleh Sar
Sīleh Sar (persiska: سیله سر, Sīlahsar) är en bondby i Iran.   Den ligger i provinsen Gilan, i den nordvästra delen av landet, 300 km nordväst om huvudstaden Teheran. Sīleh Sar ligger 461 meter över havet och antalet invånare är 157.
Terrängen runt Sīleh Sar är bergig västerut, men österut är den kuperad. Sīleh Sar ligger nere i en dal. Runt Sīleh Sar är det ganska glesbefolkat, med 45 invånare per kvadratkilometer. Närmaste större samhälle är Hashtpar, 13,5 km öster om Sīleh Sar. I omgivningarna runt Sīleh Sar växer i huvudsak blandskog.